# Giuseppe Folchi
Giuseppe Folchi (Fossalto, 13 giugno 1911 – Campobasso, 17 marzo 1962) è stato un pittore, fotografo e regista italiano.

## Biografia
Artista poliedrico, il Folchi nacque pittore, allievo di Romeo Musa. Agli inizi del '900 aderisce al Futurblocco e partecipa alla "Prima Mostra Nazionale di Arte Futurista" organizzata dal Marinetti, a Roma nel 1933. Fu promotore di numerose esposizioni cui parteciparono importanti artisti molisani e nazionali, tra cui Trivisonno e Guttuso.
Abbracciata la fotografia, e scoperta la passione per il cinema, il Folchi, è stato autore di numerosi cortometraggi e documentari girati in Molise, oggi testimonianza, dal valore inestimabile, della storia della sua terra e dei paesaggi rurali a lui cari. Tra i documentari più conosciuti spiccano quelli dedicati alle tradizioni e festività molisane: "I Misteri", dedicato al Corpus Domini e alla parata dei 12 ingegni di Paolo Saverio Di Zinno; "San Basso" documentario sulla festività celebrata a Termoli; "La Carrese", corsa dei cari tipica di Ururi; e "San Pardo" festa in onore del Santo patrono di Larino.
Attraverso il "Cinegruppo" fondato da Edmondo Pasquale e Ennio De Felice, il poliedrico artista entra in contatto con esponenti del Cinema italiano dell'epoca e si trasferisce a Roma dove per anni frequenta assiduamente gli ambienti di Cinecittà, stringendo amicizia, tra gli altri, con Gillo Pontecorvo, Pietro Germi e Ettore Scola. Nel 1952 è sceneggiatore ed assistente alla regia del film Il prezzo dell'onore diretto da Ferdinando Baldi, con Maria Frau e Vincenzo Musolino, primo film girato interamente in Molise.
Il film segna anche il precoce addio alla cinepresa del Folchi, per dedicarsi alla famiglia e ai suoi 4 figli. Tuttavia gli anni successivi non sono meno ricchi di ispirazione artistica che trova espressione nella xilografia, a ulteriore testimonianza della versatilità dell'artista, oltre chiaramente che nella pittura.
Una banale caduta sulla neve fu causa dell'ictus emorragico che lo portò alla morte nell'inverno del 1962.